# Bohayella nigricans
Bohayella nigricans är en stekelart som först beskrevs av Mao 1949.  Bohayella nigricans ingår i släktet Bohayella och familjen bracksteklar. Inga underarter finns listade.